# 金聲路
金聲路（英語：Kim Seng Road）是新加坡的一條街道，位於紅山與中區邊界的最東端部分，為紀念19世紀本地著名華社領袖慈善家陳金聲而命名。2018年，將有新加坡地鐵湯申－東海岸線行駛經過。

## 外部連結
- https://web.archive.org/web/20090410061126/http://infopedia.nl.sg/articles/SIP_217_2004-12-27.html